# Rómulo Salamanca
Rómulo Salamanca es un deportista colombiano que compitió en taekwondo. Ganó una medalla de plata en el Campeonato Panamericano de Taekwondo de 1982, en la categoría de –68 kg.

## Palmarés internacional
| Campeonato Panamericano | Campeonato Panamericano | Campeonato Panamericano | Campeonato Panamericano |
| Año                     | Lugar                   | Medalla                 | Categoría               |
| ----------------------- | ----------------------- | ----------------------- | ----------------------- |
| 1982                    | Ponce (Puerto Rico)     | Medalla de plata        | –68 kg                  |